# Мала Решетилівка
Мала́ Решети́лівка — село Миргородського району Полтавської області. Населення станом на 2001 рік становило 94 особи. Входить до Великобагачанської селищної об'єднаної територіальної громади з адміністративним центром у смт Велика Багачка.

## Географія
Село Мала Решетилівка розміщене на лівому березі річки Псел, нижче за течією на відстані 1,5 км розташоване село Затон, на протилежному березі — смт Велика Багачка. Село оточене великим лісовим масивом (сосна).
Віддаль до центру громади — 6 км. Найближча залізнична станція Гоголеве — за 23 км.

## Історія
Село Мала Решетилівка виникло у XVIII ст. і входило до Багацької сотні Миргородського полку Київського намісництва.
За даними на 1859 рік у власницькому і козацькому селі при річці Решетилівочці Багачанської волості Миргородського повіту Полтавської губернії мешкало 1410 осіб (699 чоловічої статі та 711 — жіночої), налічувалось 201 дворове господарство, існувала православна церква.
На карті 1869 року поселення було позначене як село Мала Решетилівочка.
Станом на 1885 рік у колишньому власницькому селі при озері Довгому Багачанської волості мешкало 150 осіб, налічувалось 26 дворових господарств, існували православна церква, постоялий будинок і вітряний млин.
За переписом 1900 року в селі Мала Решетилівка Багачанської волості Миргородського повіту Полтавської губернії разом з іншими поселеннями (село Байрак, хутори Затон, Бутов, Лозовате, Гаврилівка, Талоховщина) була Малорешетилівська козацька громада, що об'єднувала 282 двори, 1882 жителя, було дві школи — земська і грамоти.
У 1912 році в селі було 188 жителів, діяла школа грамоти.
У січні 1918 року в селі розпочалась радянська окупація.
Станом на 1 лютого 1925 року Мала Решетилівка належала до Великобагачанського району Лубенської округи.
У 1932–1933 роках внаслідок Голодомору, проведеного радянським урядом, у селі загинуло 66 мешканців.
З 14 вересня 1941 по 22 вересня 1943 року Мала Решетилівка була окупована німецько-фашистськими військами.
Село входило до Великобагачанської селищної ради Великобагачанського району.
12 жовтня 2016 року шляхом об'єднання Великобагачанської селищної ради та Багачанської Першої, Радивонівської, Степанівської, Якимівської сільських рад Великобагачанського району була утворена Великобагачанська селищна об'єднана територіальна громада з адміністративним центром у смт Велика Багачка.